# 덕 윤리학
덕 윤리학 (德倫理學, 영어 Virtue Ethics)은 규범 윤리학의 세 개의 주요한 접근의 하나이다. 그것은 당초, 의무나 규칙 (의무론)이나 행위의 귀결 (귀결주의, 공리주의)를 강조하는 윤리학과 대비되어 덕이나 성격을 강조하는 것으로 간주해지고 있었다.
이 이론의 기원은 적어도 플라톤이나 아리스토텔레스에 거슬러 올라간다 (그것이 보다 옛날에는 중국 철학에 기원이 있는가 하는 논의가 있다). 근대의 덕 윤리학은 반드시 아리스토텔레스적인 전통을 계승하고 있는 것은 아니다. 하지만, 많은 타입이 고대 그리스 철학에 유래하는 세 개의 개념을 이용하고 있다. 이러한 개념은 아레테 (탁월성이나 덕), 프로네시스 (실천적 혹은 도덕적 지려), 에우다이모니아 (보통은 '행복'이라고 번역된다)이다. 덕 윤리는 아리스토텔레스의 사상을 따라 행위자의 품성과 덕성을 중요시 여긴다. 덕 윤리는 행위에 초점을 맞추는 의무론이나 행위의 결과에 초점을 맞추는 공리주의를 비판하면서 행위자의 덕(품성)에 따라 도덕적 행동이 정해진다고 본다. 대표적 학자인 아리스토텔레스는 덕 윤리를 쉽게 두가지 덕으로 나누어 설명했는데, 바로 교육을 통해 형성되는 실천적 지혜인 지성적 덕과 반복과 습관을 통해 형성되는 품성적 덕이다. 특히 품성적 덕에 있어서 '중용'을 강조했는데, 한쪽에 치우치지 않는 중용은 그렇다고 해서 정가운데를 계산하는 산술평균은 아니다. 여러 도덕성과 인성 등을 고려하면서 이성적으로 판단해서 합당한 값을 찾아내야 한다는 것이다.

## 다른 윤리학 체계와 대비된 덕 윤리학
덕 윤리학의 방법은 행위에 초점을 맞힌 윤리학의 주요한 방법과 대비된다. 예를 들어 의무론도 귀결주의자의 체계도, 주어진 상황으로 사람이 얼마나 좋은 행위를 해야할 것인가를 결정하기 위한, 행위 원리를 주려고 한다.
대조적으로, 덕 윤리학은 얼마나 좋은 행위를 해야할 것인가가 아니고, 얼마나 좋은 인간이 되어야할 것인가에 초점을 맞힌다.

## 현대의 덕 윤리학
근세·근대의 계몽적인 철학자 중에는 덕을 계속 강조하는 사람 (예를 들어 데이비드 흄)도 있었지만, 차츰 덕 윤리학은 서양 철학의 구석으로 쫓아 버려져 버렸다. 현대의 부활은 철학자 G. E. M. 앤스콤에 의한 1958년의 논문 '근대의 도덕 철학'과 필리파 풋이 1978년에 출판한 논문집 '미덕과 악덕'이라 자주 말한다. 1980년대부터 '미덕없는 시대' 등에서 철학자 앨러스터 매킨타이어가 근대 포스트모던 사상과 마주보면서, 덕에 근거한 윤리학의 재구축에 임해 왔다. 최근에는 로자린드 허스트하우스가 '덕 윤리학에 대해'를 출판해, 러저 크리스프와 마이클 스로트가 '덕 윤리학'이라는 제목으로 중요한 논문을 모아 편집하고 있다.
현대 덕 윤리학의 대표적 학자인 마이클 센델 교수와 매킨타이어는 근대의 원칙윤리 (칸트의 의무론이나 공리주의) 행위를 중시하는 것을 비판하였다. 이성 보다는 감성을 중요시 여기며 구체적 상황과 맥락, 인간관계를 고려하는 현대의 덕 윤리와 고대의 덕 윤리에는 공동체적 삶을 강조한다는 것에 공통점이 있다.